# La Iruela
La Iruela is een gemeente in de Spaanse provincie Jaén in de regio Andalusië met een oppervlakte van 124 km². La Iruela telt 1.989 inwoners (1 januari 2016).